# 牛とろ丼

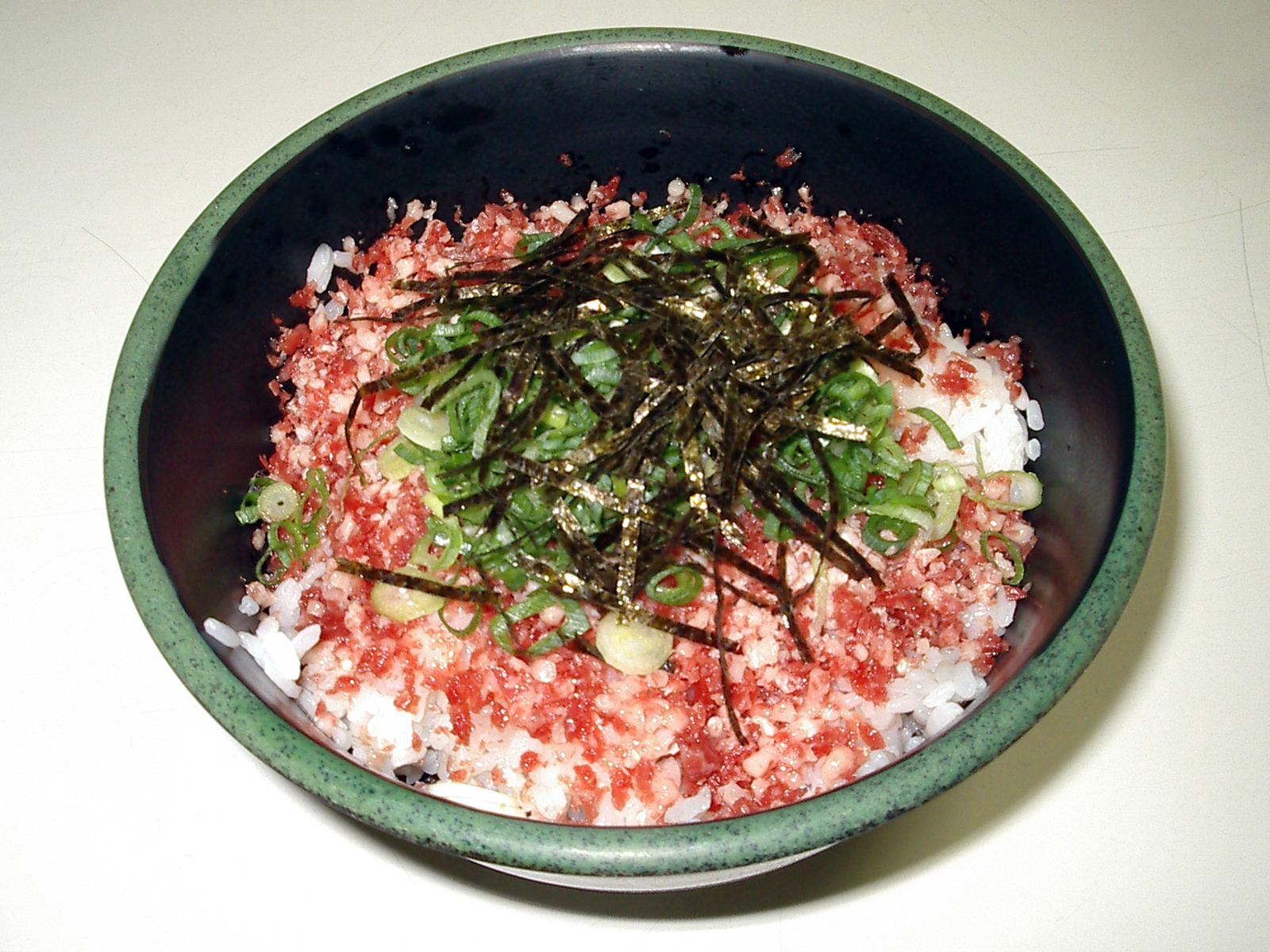
牛とろ丼

牛とろ丼（ぎゅうとろどん）は丼物の一種。北海道上川郡清水町の食肉加工・販売会社「十勝スロウフード」が製造販売する『牛とろフレーク』をご飯の上にふりかけたもの。

## 概要
温かいご飯の上に牛とろフレークを載せ、さらにネギや海苔などの薬味を載せ、醤油ベースのタレをかけて食す。当初は、生食用の牛肉を細かくミンチにされた冷凍食品であった。2011年に発生したユッケによるO-111集団感染事件後、改正された「生食用食肉規格基準」により提供が厳しくなったが、生ハムの製造過程を取り入れる製造方法が確立され以前とは異なる製品の非加熱食品となった。